# Coleophora latistriella
Coleophora latistriella é uma espécie de mariposa do gênero Coleophora pertencente à família Coleophoridae.